# Vengaboys
Vengaboys é um grupo holandês de eurodance. A criação foi de Wessel van Diepen e Dennis van den Driesschen (Danski e Delmundo), dois produtores holandeses de grande sucesso da década de 90. Os Vengaboys são conhecidos pelos seus três mais bem-sucedidos hits, "We're Going to Ibiza", "Boom Boom Boom Boom" e "Shalala Lala". Eles já venderam um número estimado de 15 milhões de discos em todo o mundo.

## História
Os DJs Danski e Delmundo convocaram quatro dançarinos para formar um grupo: Kim Sasabone, Denise van Rijswijk, Robin Pors e Roy den Burger. Em 1997, durante a gravação de um outro projecto seu, o Nakatomi. A palavra "venga", que em espanhol significa "venha". A partir daí surgiu a ideia do nome Vengaboys.
Depois de "Parada De Tettas" e "To Brazil", dois hits de pouco sucesso, em Novembro de 1998 eles alcançaram a quarta posição no ranking do Reino Unido com o hit "Up & Down". O próximo hit, "We Like to Party", alcançou a terceira posição no mesmo ranking e também a 26ª no Hot 100 da revista Billboard. Em junho de 1999, eles alcançaram o seu primeiro ranking de número 1 com "Boom Boom Boom Boom", quando este ficou no topo das paradas do Reino Unido e da Holanda. "We Like To Party" é usada em um comercial da Six Flags, no qual um homem velho dança a música enquanto pega os passageiros.
"We're Going to Ibiza", baseado na música "Barbados", de "Typically Tropical", que alcançou o topo das paradas em 1975, também conseguiu o primeiro lugar em Setembro de 1999. O seu LP de estreia, "The Party Album", chegou ao 86º lugar no Billboard 200 dos EUA e ganhou ouro (500,000 unidades vendidas).
Pouco depois do lançamento do seu segundo álbum, Robin Pors deixou o grupo e foi substituído por Yorick Bakker. Mais hits alcançaram o topo das paradas do Reino Unido: "Kiss (When the Sun Don't Shine)", "Shalala Lala" e "Uncle John from Jamaica". Para o seu quarto single, o grupo ganhou mais um quinto membro, Cheekah, criado por computador. O single "Cheekah Bow Bow (That Computer Song)" não foi um hit de tanto sucesso quanto os anteriores. Em Fevereiro de 2001, eles lançaram o single "Forever as One" e o grupo temporariamente separou-se.
Em 2007 eles retornaram à ativa, com Donny Latupeirissa no lugar de Roy den Burger. Recentemente eles estiveram fazendo tours em clubes estudantis de universidades do Reino Unido e da Irlanda.
Em 2010 eles voltaram com o single "Rocket to Uranus" que tem a participação de Perez Hilton. Um dos membros, Yorick, deixou a banda nessa nova fase e foi substituído por um ex-membro da banda, Robin, que também era o famoso "Marinheiro".
Em algumas apresentações ao vivo, Donny era substituído por Mark Jon A Ping.

## Integrantes
Atuais
- Kim Sasabone (1997–2002, 2007–presente)
- Denise Post-Van Rijswijk (1998–2002, 2007–presente)
- Robin Pors (1998–1999, 2009–presente)
- Donny Latupeirissa (2007–presente)

Anteriores
- Roy den Burger (1998–2002)
- Yorick Bakker (1999–2002, 2007–2009)

## Discografia

### Álbuns de estúdio
| Ano  | Álbum                                                                                    |
| ---- | ---------------------------------------------------------------------------------------- |
| 1997 | Up and Down - The Party Album                                                            |
| 1998 | The Party Album - Primeiro álbum de estúdio                                              |
| 1999 | Greatest Hits Part 1 - Versão relançada de The Party Album - Contém 5 músicas adicionais |
| 1999 | The Remix Album - Álbum Remix                                                            |
| 2000 | The Platinum Album - Segundo álbum de estúdio                                            |

### Singles
| Ano  | Single                                 | Posições alcançadas | Posições alcançadas | Posições alcançadas | Posições alcançadas | Posições alcançadas | Posições alcançadas | Posições alcançadas | Posições alcançadas | Posições alcançadas | Álbum              |
| Ano  | Single                                 | HOL                 | UK                  | AUS                 | EUA                 | ALE                 | POL                 | NOR                 | IRL                 | NZL                 | Álbum              |
| ---- | -------------------------------------- | ------------------- | ------------------- | ------------------- | ------------------- | ------------------- | ------------------- | ------------------- | ------------------- | ------------------- | ------------------ |
| 1997 | "Parada de Tettas"                     | 29                  | —                   | —                   | —                   | —                   | —                   | —                   | —                   | —                   | The Party Album    |
| 1998 | "To Brazil"                            | 23                  | —                   | —                   | —                   | —                   | —                   | —                   | —                   | —                   | The Party Album    |
| 1998 | "Up and Down"                          | 5                   | 4                   | —                   | —                   | 12                  | 2                   | —                   | 3                   | 27                  | The Party Album    |
| 1998 | "We Like to Party"                     | 2                   | 3                   | 2                   | 26                  | 4                   | 1                   | —                   | 3                   | 9                   | The Party Album    |
| 1998 | "Boom, Boom, Boom, Boom!!"             | 1                   | 1                   | 2                   | 84                  | 6                   | 9                   | 1                   | 7                   | 1                   | The Party Album    |
| 1999 | "We're Going to Ibiza"                 | 1                   | 1                   | 26                  | —                   | 9                   | 1                   | 3                   | 9                   | 6                   | The Party Album    |
| 1999 | "Kiss (When The Sun Don't Shine)"      | 3                   | 3                   | 17                  | —                   | 10                  | 1                   | 20                  | 3                   | 1                   | The Platinum Album |
| 2000 | "Shalala Lala"                         | 2                   | 5                   | 4                   | —                   | 3                   | 1                   | 5                   | 4                   | 1                   | The Platinum Album |
| 2000 | "Uncle John from Jamaica"              | 7                   | 6                   | 45                  | —                   | 12                  | 8                   | —                   | 11                  | 5                   | The Platinum Album |
| 2000 | "Megamix"                              | —                   | —                   | —                   | —                   | 55                  | —                   | —                   | —                   | —                   | The Remix Album    |
| 2000 | "Cheekah Bow Bow (That Computer Song)" | 29                  | 19                  | —                   | —                   | 34                  | 14                  | —                   | —                   | —                   | The Platinum Album |
| 2001 | "Forever as One"                       | 77                  | 28                  | —                   | —                   | 79                  | —                   | —                   | —                   | —                   | The Platinum Album |
| 2010 | "Rocket to Uranus"                     | —                   | —                   | —                   | —                   | —                   | —                   | —                   | —                   | —                   |                    |
| 2013 | "Hot Hot Hot"                          | —                   | —                   | —                   | —                   | —                   | —                   | —                   | —                   | —                   |                    |
| 2014 | "Where Did My Xmas Tree Go?"           | —                   | —                   | —                   | —                   | —                   | —                   | —                   | —                   | —                   |                    |